# ボスニア・ヘルツェゴビナ併合

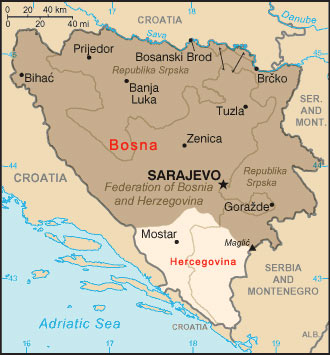
ボスニアとヘルツェゴビナの大まかな地域範囲図

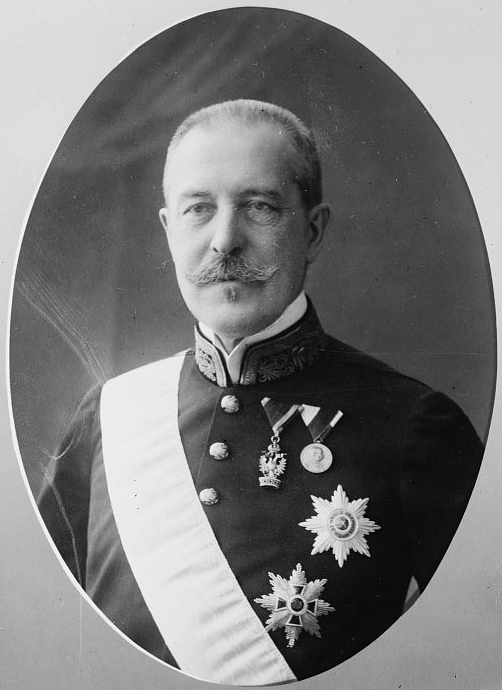
アロイス・エーレンタール / ボスニア・ヘルツェゴビナ併合時のオーストリア外相

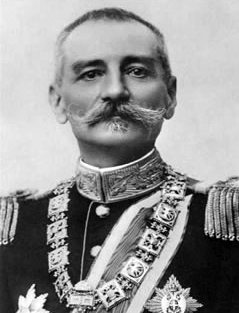
セルビア国王ペータル1世 / オーストリアとの対立を深めた

ボスニア・ヘルツェゴビナ併合（ボスニア・ヘルツェゴビナへいごう）は、1908年10月6日、青年トルコ人革命の混乱に乗じたオーストリアがボスニア・ヘルツェゴビナの併合を宣言した事件をいう。本項ではこれによって生じた「ボスニア危機」（「バルカン危機」とも）と称される外交危機についても述べる。

## 背景
オスマン帝国領であったボスニア州（1867–1908、ボスニア）・ヘルツェゴヴィナ州（1833–1851、ヘルツェゴビナ）の2州は、1878年のベルリン条約によりオーストリア＝ハンガリー二重帝国が行政権を獲得し、皇帝直轄の（二重帝国）共通大蔵省の管理下の共同統治国ボスニア・ヘルツェゴヴィナ（Condominium of Bosnia and Herzegovina、1878年 - 1918年）となっていた。

### オーストリア側の考え
当時、オーストリアはロシアとの協調関係を維持しつつ、衰退に向かっていたオスマン帝国のバルカン半島領土を両国で分割する戦略を持っており、オーストリア外相アロイス・エーレンタールは、日露戦争後英・仏に接近し極東からバルカン半島へ南下政策の軸足を移しつつあったロシアとも利害調整が可能であると信じ、その上でバルカン政策の総仕上げとして名実ともに上記2州を自国の版図におさめようと考えていたのである。

### セルビア側の考え
一方、親ロシア的なカラジョルジェヴィチ家への王位移行（1903年）と「豚戦争」（1906年）にともない、急速にオーストリアとの関係が悪化しつつあったセルビアも、同時期大セルビア主義の立場からアドリア海への出口を求めており、セルビア人が多数居住する2州への進出を狙っていたため、この2州について利害が衝突することは火を見るより明らかであった。

## 併合宣言
1908年7月、オスマン帝国で青年トルコ革命が勃発すると、革命により民族意識が高まりボスニア・ヘルツェゴビナにオスマン帝国の影響力が再び浸透することを危惧したエーレンタールは、革命による混乱を利用して早急に併合することを決断した。9月、彼はロシアのイズヴォリスキー外相との会談で、オーストリアがロシアのボスポラス・ダーダネルス両海峡の通航権を保障することと引き替えに、ロシアが2州併合を黙認する旨の密約を取り付け、10月5日2州の併合宣言に踏みきった。この際、かつての宗主国であるオスマン帝国は事前に併合を承諾していたため、併合自体は平和裏に行われ、また1878年以降オーストリアの行政下に置かれていた住民にとって大きな変更は生じなかった。

## ボスニア危機
併合宣言に際しては、当然予想されたとおりセルビア（およびモンテネグロ）が猛反発し、オーストリアはこれをきっかけにセルビアと戦端を開き、かねてより計画していた同国の分割を実行に移し二重帝国における「バルカン問題」を一気に解決しようとした。
しかし、オーストリアにとって意外だったことに、英仏がロシアのボスポラス＝ダーダネルス海峡の通航権を承認しなかった。したがってオーストリアとの密約が画餅に帰したロシアでは、セルビアに同情的な世論が高まり、当時のストルィピン政権もこれを無視し得なくなり、ロシアはバルカン南下政策にとって重要な同盟国であるセルビアの意向に応えパン・スラヴ主義の建前に立ち戻りオーストリアに対し強硬な態度をとることを余儀なくされたのである。こうしてセルビア側には主権を侵害されたオスマン帝国やフランスにくわえてロシアが加担することとなり、併合宣言後の約半年間にわたって開戦が危ぶまれる外交危機（ボスニア危機）が続いた。
しかしエーレンタールやオーストリア皇帝フランツ・ヨーゼフ1世が開戦準備が十分でないことを理由に開戦を断念し、また1903年3月、オーストリアの同盟国であるドイツがロシアに最後通牒を突きつけてセルビアへの圧力をかけさせたため、同年セルビアは併合を承認、戦争の危機は回避されたのである。

## 結果と影響
この事件の結果、それまで矛盾をはらみつつも何とか機能していたバルカンをめぐる墺露の協調関係は決定的に崩壊した。同時に、ドイツ以外の同盟関係をロシアとの間に形成することで外交のフリーハンドを握ろうとしたオーストリアの企ては破綻し（危機を回避したのも結局はドイツの助け船によるところ大であった）、以後、オーストリアはその対外戦略をますますドイツに依存していくことになる。
また、ボスニア・ヘルツェゴビナ併合問題が結局のところセルビアの敗北に終わったにもかかわらず、「ボスニア危機は（中略）セルビアを辱めなかった。それはセルビアの水準に引き下ろされたオーストリア＝ハンガリーのほうを辱めた」（テイラー）。すなわち、セルビアでは大セルビア主義がますます力を持ちオーストリアを敵視するとともに、併合されたボスニア・ヘルツェゴビナにも反オーストリアを標榜する「青年ボスニア」運動（Mlada Bosna, ムラダ・ボスナ）が台頭し、この運動の中から後年のサラエヴォ事件の実行犯グループが形成された。そしてロシアはパン・スラブ主義を掲げてこれら南スラヴ人の運動を支援し、パン・ゲルマン主義のオーストリアと対立を深めていくことになった。